# Trittico della Madonna col Bambino e angeli tra i santi Giovanni Battista e Giovanni Evangelista
Il Trittico della Madonna col Bambino e angeli tra i santi Giovanni Battista e Giovanni Evangelista è un dipinto del Maestro del trittico Morrison, realizzato circa nel 1500-1510 e conservato nel Museo nazionale d'arte antica di Lisbona in Portogallo.

## Storia
Il dipinto doveva inizialmente decorare una cappella del convento della Madre di Dio da dove si trasferì al Museo nazionale d'arte antica nel 1912.
Il trittico fu ritrovato da José de Figueiredo nel 1912 in un magazzino del monastero Madre di Dio, e fu subito inglobato nel museo d'arte antica. Due anni dopo fu restaurato da Luciano Freire, che lo considerò opera di un imitatore di Hans Memling. Nel 1931 Figueiredo lo attribuì al Maestro del trittico Morrison, una proposta che fu accettata dalla maggior parte degli studiosi e critici d'arte fino al 1991, quando Lievens de Waegh attribuì nuovamente la paternità a un pittore della cerchia di Memling.

## Descrizione
Il pannello centrale raffigura la Vergine in trono con Gesù Bambino in un paesaggio paradisiaco. Un angelo con in mano uno strumento musicale parzialmente coperto offre una pera a Gesù Bambino, che può essere intesa come un'allusione all'albero del paradiso e al peccato originale che Gesù è venuto a soccorrere. Più lontano, sulla destra, c'è un altro angelo che suona uno strumento musicale tipo viella.
Sul pannello laterale sinistro è rappresentato san Giovanni Battista, il più grande dei Profeti, e sul pannello laterale destro San Giovanni Evangelista, il più grande degli Evangelisti, illustrando la massima interpretazione biblica, secondo la quale quanto si profetizzava l'altro ha mostrato la tua realizzazione. Gli enormi piedi dei Santi sarebbero l'evocazione di un brano di Isaia quando si riferisce ai bei piedi del messaggero che porta la buona novella. Vi sono anche allusioni a temi sacrificali dell'Antico Testamento di Abramo e Isacco che si possono vedere nei capitelli delle colonne che incorniciano il pannello centrale, oltre agli attributi dei due santi: l'agnello mistico (la Passione) e il calice (l'Eucaristia).